# Иловайский, Степан Дмитриевич
Степан Дмитриевич Иловайский (8-й) (1778—1816) — русский военачальник, полковник, командовал казачьим полком своего имени.

## Биография
Родился в 1778 году, сын наказного атамана Донского казачьего войска Дмитрия Ивановича Иловайского и его жены Евдокии Тимофеевны Грековой.
5 января 1787 года его записали на службу казаком. 5 мая 1788 года десятилетнего С. Д. Иловайского определили в Чугуевский конвойный казачий полк, через 10 дней произвели  в сотники, а 1 января 1789 года - в есаулы. 3 сентября 1789 года С. Д. Иловайский принял боевое крещение в сражении при Каушанах, а затем находился при покорении крепостей Аккерман и Бендеры. 22 декабря 1789 года он получил армейский чин поручика.
В 1790 году Степан Дмитриевич был 18 октября при взятии Килии и участвовал 11 декабря в штурме Измаила. 10 июля 1792 года его зачислили в донской полк генерала Орлова, и 1 января 1793 года он был произведён в капитаны.
16 июля 1794 года С. Д. Иловайский поступил в донской полк походного атамана Грекова, с которым участвовал в Польской кампании - 15 октября в сражении при местечке Кобылки и 24 октября в штурме предместья Варшавы Праги. Наградой за этот штурм стал чин секунд-майора. 29 ноября 1796 года С. Д. Иловайский был произведён в премьер-майоры.
С 15 мая 1798 года по 5 марта 1802 года командовал Атаманским казачьим полком, в 1801 году под предводительством атамана Василия Петровича Орлова принимал участие в Оренбургском походе Войска Донского на Индию и 2 мая 1801 года во главе полка возвратился в Черкасск. Принимал участие в военной кампании 1806-1807 годов против французов. 16 июня 1810 года возглавил казачий полк своего имени и нёс кордонную службу в Тарнопольской области на границе с Австро-Венгрией, в 1811 году был определён в состав корпуса генерал-лейтенанта И. Н. Эссена и служил на границах с Пруссией и Великим герцогством Варшавским. В марте 1812 года Степан Иловайский был переведён в казачью бригаду своего брата — генерал-майора Ивана Дмитриевича Иловайского 4-го 2-й Западной армии и в мае 1812 года вошёл в состав казачьего корпуса атамана Матвея Платова. 10 июня 1812 года «по болезни» оставил командование полком и возвратился на Дон.
Умер 30 января 1816 года в селе Екатериновка, похоронен на Ратнинском кладбище. Его портрет, написанный неизвестным автором, находится в Новочеркасском музее истории Донского казачества.

## Награды
- Крест «За взятие Измаила» (1792)
- Крест «За взятие Праги» (1795)
- Золотое оружие «За храбрость» (20 мая 1808)
- Орден Святого Георгия 4-й степени (18 октября 1809)
- Орден Святого Владимира 3-й степени
- Орден «Pour le Mérite» (королевство Пруссия)

## Семья
Был женат на Марфе Матвеевне Платовой — дочери Матвея Ивановича Платова от второго брака (на Марфе Дмитриевне Мартыновой). Дочь Степана Дмитриевича — Александра — была замужем за Дмитрием Алексеевичем Леоновым.